# Claudio Costa (medico)
Claudio Marcello Costa (Imola, 20 febbraio 1941) è un medico italiano, noto al grande pubblico come dottorcosta (tutto attaccato, tutto minuscolo) e fondatore della Clinica mobile.

## Biografia
Figlio di Francesco Costa (detto Checco), organizzatore di gare motociclistiche internazionali sul Circuito di Imola, di cui fu uno degli ideatori, Claudio Costa è fratello di Carlo, per anni speaker dell'autodromo.
La passione per le azioni di salvataggio nei confronti dei piloti motociclisti ebbe inizio proprio sul Circuito di Imola: il 22 aprile 1957 Claudio Costa soccorse Geoffrey Duke dopo una rovinosa caduta alla curva delle Acque minerali con la sua Gilera, mentre gareggiava nella classe 500 della Coppa d'Oro Shell, competizione organizzata dal padre. In quell'occasione Costa trascinò Duke fuori dalla pista, oltre a spostare la moto dalla traiettoria degli altri concorrenti.
Il 3 marzo 1967 si laurea in medicina. Successivamente consegue tre specializzazioni: nel 1971 in Clinica ortopedica e traumatologica, nel 1973 in Fisio-chinesiterapia ortopedica e nel 1980 in Medicina dello sport.
In occasione della prima edizione della 200 miglia di Imola, il 23 aprile 1972, Costa, insieme ad alcuni suoi amici medici appassionati di motociclismo, fornì l'assistenza sanitaria ai piloti in caso di caduta con l'aiuto del life-jacket, uno speciale giubbotto contenente il necessario per il primo soccorso, messo a punto dallo stesso Costa l'anno precedente. I piloti del circus, che apprezzarono molto il servizio, cercarono di convincere Costa e il suo team a seguirli su tutte le piste del motomondiale. Per ammissione dello stesso Costa, lui e la sua équipe si lasciarono convincere "senza troppa fatica", data la loro passione. Nel 1974 Giacomo Agostini, molto sensibile sui temi della sicurezza dei piloti, volle Costa al suo fianco in occasione del suo debutto oltreoceano, alla 200 miglia di Daytona, da lui vinta.
Per i primi anni il servizio venne espletato raggiungendo in automobile i vari circuiti con borsa medica al seguito, ma nel 1976 il dottor Costa immaginò di poter disporre d'un automezzo appositamente attrezzato per interventi di primo soccorso anche complessi, adatti per fronteggiare le crisi post-traumatiche iniziali e consentire un più sicuro trasporto in ospedale. L'idea venne sottoposta all'amico del padre Gino Amisano, che finanziò interamente l'iniziativa: nacque così la Clinica Mobile (1977).
Nel 1988 una nuova clinica mobile, molto simile a quella attuale, è stata inaugurata all'Autodromo di Imola alla presenza di Giacomo Agostini e Kenny Roberts.
Per oltre tre decenni Claudio Costa è stato la figura medica di riferimento dei piloti motociclisti, divenendo molto conosciuto ed apprezzato anche dagli appassionati di questo sport. Dice addio alle corse ed alla clinica mobile il 17 marzo 2014. Designa come proprio successore il dottor Michele Zasa (classe 1979), medico parmigiano. Con la nuova direzione è cambiata anche la sede della clinica mobile, che è stata trasferita a Parma.
Ebbe un ruolo fondamentale nella riabilitazione di Alex Zanardi dopo il suo infortunio del 2001.

## Opere
- Alex guarda il cielo. Il mito dell'uomo antico. Le fiabe degli eroi moderni, con Alex Zanardi, Fucina Editore, 2006.
- Grand prix college. Tutti in moto. La scuola più bella che c'è! Fucina Editore, 2009, ISBN 8888269231
- Dottorcosta. Vita e racconti di un medico e della sua clinica mobile, Fucina Editore, 2009, ISBN 8888269266
- La vittoria di Marco e il folle sogno del dinosauro: eroi, non estinguetevi, Fucina Editore, 2012.
- Magic Márquez, Sperling & Kupfer, 2016.